# پاییز (فیلم ۲۰۰۹)
«پاییز» (انگلیسی: Autumn (2009 film)) فیلمی در ژانر ترسناک است که در سال ۲۰۰۹ منتشر شد. از بازیگران آن می‌توان به دیوید کارادین و دکستر فلچر اشاره کرد.